# Étrembières
Étrembières és un municipi francès situat al departament de l'Alta Savoia i a la regió d'Alvèrnia-Roine-Alps. L'any 2020 tenia 2.612 habitants. En francoprovençal es diu Étranbîre o Ètrembiéres.

## Demografia
El 2007 tenia 1.784 habitants. Hi havia 723 famílies de les quals 245 eren unipersonals (116 homes vivint sols i 129 dones vivint soles), 195 parelles sense fills, 239 parelles amb fills i 44 famílies monoparentals amb fills. Hi havia 805 habitatges, 744 eren habitatges principals, 26 eren segones residències i 35 desocupats.

## Economia
El 2007 hi havia 1.220 persones en edat de treballar, 926 eren actives i 294 eren inactives.
Dels 146 establiments que hi havia el 2007, 7 eren d'empreses extractives, 2 d'empreses alimentàries, 7 d'empreses de fabricació d'altres productes industrials, 17 d'empreses de construcció, 57 d'empreses de comerç i reparació d'automòbils, 3 d'empreses de transport, 12 d'empreses d'hostatgeria i restauració, 1 d'una empresa d'informació i comunicació, 2 d'empreses financeres, 9 d'empreses immobiliàries, 11 d'empreses de serveis, 6 d'entitats de l'administració pública i 12 d'empreses classificades com a «altres activitats de serveis».
L'any 2000 hi havia sis explotacions agrícoles.
El 2009 hi havia una farmàcia, una ambulància i una escola elemental.